# Wiederkehrsatz von Kac
In der Ergodentheorie, einem der Teilgebiete der Mathematik, behandelt der Wiederkehrsatz von Kac die Frage, nach welcher mittleren Wiederkehrzeit bei diskreten ergodischen Systemen eines Wahrscheinlichkeitsraums die Elemente gewisser messbarer Mengen zum ersten Mal wieder zu diesen Mengen zurückkehren. Dieser Lehrsatz geht auf eine wissenschaftliche Arbeit des Mathematikers Marek Kac (1914–1984) aus dem Jahre 1947 zurück und schließt an den Wiederkehrsatz von Poincaré an.

## Formulierung des Satzes
Der Satz lässt sich zusammengefasst folgendermaßen formulieren:
Gegeben seien ein Wahrscheinlichkeitsraum {\displaystyle (X,\Sigma ,P)} und dazu eine auf {\displaystyle (X,\Sigma ,P)} ergodische Transformation {\displaystyle T\colon X\to X}.
Weiter sei eine messbare Menge {\displaystyle A\in \Sigma } gegeben und es gelte {\displaystyle P(A)>0}.

Dann gilt hinsichtlich der mittleren Wiederkehrzeit die Gleichung

{\displaystyle \int _{A}n_{A}(x)\,\mathrm {d} P_{A}(x)={\frac {1}{P(A)}}}.

## Erläuterungen und Anmerkungen
- Für {\displaystyle A\in \Sigma } und {\displaystyle x\in A} betrachtet man den Wert {\displaystyle n_{A}(x):=\inf\{\,m\in \mathbb {N} \mid m\geq 1\,,\,T^{m}(x)\in A\,\}} als die Wiederkehrzeit, mit der {\displaystyle x} zum ersten Mal nach {\displaystyle A} zurückkehrt. Die so gegebene numerische Funktion {\displaystyle n_{A}\colon A\to \mathbb {N} \cup \{\infty \}} ist eine  {\displaystyle P}–fast überall endliche und {\displaystyle P}–integrierbare Funktion.
- Für {\displaystyle A\in \Sigma } ist {\displaystyle P_{A}} das auf  {\displaystyle A} eingeschränkte Maß.
- In der englischsprachigen Fachliteratur wird der obige Wiederkehrsatz als Kac's recurrence theorem oder mitunter auch einfach als Kac's theorem bezeichnet.